# Zhang Yayi
Det här är en artikel om en person med kinesiskt personnamn; Zhang är familjenamnet.
Zhang Yayi (kinesiska: 张雅怡), född 6 maj 1997, är en kinesisk konstsimmare.

## Karriär
I november 2016 vid asiatiska mästerskapen i Tokyo var Zhang en del av Kinas lag som tog silver i det tekniska programmet och i highlight.
I juni 2022 vid VM i Budapest var Zhang en del av Kinas lag som tog guld i både det tekniska och fria programmet. I juli 2023 vid VM i Fukuoka var hon en del av Kinas lag som tog guld i både det fria lagprogrammet och det akrobatiska lagprogrammet. I oktober 2023 vid asiatiska spelen i Hangzhou var Zhang en del av Kinas lag som tog guld i lagtävlingen.
I februari 2024 vid VM i Doha var Zhang en del av Kinas lag som tog guld i det akrobatiska, det fria samt det tekniska lagprogrammet. Vid olympiska sommarspelen 2024 i Paris var hon en del av Kinas lag som tog guld i lagtävlingen. Vid VM 2025 i Singapore var Zhang en del av Kinas lag som tog guld i det akrobatiska lagprogrammet.